# واسیل دوبرف (بازیکن فوتبال)
واسیل دوبرف (بلغاری: Васил Добрев؛ زادهٔ ۵ ژانویهٔ ۱۹۹۸) بازیکن فوتبال است.
از باشگاه‌هایی که در آن بازی کرده است می‌توان به باشگاه فوتبال آردا کاردزالی اشاره کرد.
وی همچنین در تیم‌های ملی فوتبال زیر ۱۹ سال مردان بلغارستان و زیر ۲۱ سال بلغارستان بازی کرده است.